# Sabadabadão
Sabadabadão é a versão portuguesa do formato Saturday Night Takeaway.
Foi apresentado por Júlia Pinheiro e João Baião com produção da Fremantle Media. É um programa com "apanhados", música, humor, conversas de sofá e muitas reportagens. Foi retirado do ar após 3 meses, devido às más audiências.

## Audiências
| Ep.   | Data de exibição | Rating | Share |
| ----- | ---------------- | ------ | ----- |
| 1     | 10 de Maio       | 10,8   | 25,8% |
| 2     | 17 de Maio       | 7,6    | 19,9% |
| 3     | 24 de Maio       | 5,0    | 11,3% |
| 4     | 31 de Maio       | 6,3    | 16,3% |
| 5     | 07 de Junho      | 6,8    | 17,7% |
| 6     | 14 de Junho      | 5,1    | 13,9% |
| 7     | 21 de Junho      | 5,8    | 15,1% |
| 8     | 28 de Junho      | 4,8    | 13,2% |
| 2     | 05 de Julho      | 4,8    | 12,2% |
| 9     | 12 de Julho      | 4,0    | 10,8% |
| 10    | 19 de Julho      | 6,1    | 17,0% |
| 11    | 26 de Julho      | 5,5    | 15,4% |
| 12    | 02 de Agosto     | 5,0    | 14,1% |
| Média |                  | 5,0    | 15,6% |

- Cada ponto de Rating equivale a 95 000 espectadores